# Yanshou, Hunan
Yanshou (kinesiska: 延寿, 延寿瑶族乡) är en socken i Kina. Den ligger i provinsen Hunan, i den södra delen av landet, omkring 310 kilometer söder om provinshuvudstaden Changsha. Antalet invånare är 11754. Befolkningen består av 5 798 kvinnor och 5 956 män. Barn under 15 år utgör 29,0 %, vuxna 15-64 år 59 %, och äldre över 65 år 10,0 %.
Genomsnittlig årsnederbörd är 1 948 millimeter. Den regnigaste månaden är maj, med i genomsnitt 308 mm nederbörd, och den torraste är oktober, med 35 mm nederbörd.